# Мария Пруска (1825 – 1889)
Вижте пояснителната страница за други личности с името Мария от Прусия.
Мария Пруска (на немски: Friederike Franziska Auguste Marie Hedwig von Preußen; * 15 октомври 1825, Берлин; † 17 май 1889; дворец Хоеншвангау), с пълно име Фридерике Франциска Августе Мари Хедвиг, е принцеса от Кралство Прусия от фамилията Хоенцолерн и чрез женитба кралица на Бавария (1848 – 1864). Майка е на баварските крале Лудвиг II и Ото.

## Биография
Тя е най-малката дъщеря на принц Вилхелм Пруски (1783 – 1851), по-малкият брат на крал Фридрих Вилхелм III от Прусия и съпругата му ландграфиня Мария Анна Амалия фон Хесен-Хомбург (1785 – 1846).
Мария се сгодява на 23 януари 1842 г. за баварския престолонаследник Максимилиан II Йозеф (1811 – 1864), от династията Вителсбахи, който става през 1848 г. крал на Бавария. На 12 октомври 1842 г. те се женят в Мюнхен и имат двама сина:
- Лудвиг II Ото Фридрих Вилхелм (1845 – 1886), 1867 годеж с принцеса София Баварска (1847 – 1897), като Лудвиг II крал на Бавария
- Ото Вилхелм Луитполд (1848 – 1916), като Ото I крал на Бавария.

От 10 март 1864 г. Мария е вдовица и се оттегля в дворец Хоеншвангау при Фюсен. На 18 декември 1869 г. Мария и нейният син Лудвиг II основават баварското женско дружество за грижи и подпомагане на ранени войници, по-късният Баварски червен кръст.
Протестантката Мария става католичка през 1874 г. Тя умира през 1889 г. и е погребана срещу нейния съпруг в странична капела на Театинската църква в Мюнхен.
- Мария от Прусия, портрет от Карл Йозеф Бегас, 1842
- Кралица Мария Баварска, фотография от Франц Ханфщенгл, ок. 1860
- Гробът на кралица Мария